# Sofia Sapega
Sofia Andreïevna Sapega (en russe : Софья Андреевна Сапега), née le 10 février 1998 à Vladivostok, est une étudiante russe arrêtée le 23 mai 2021 avec son compagnon, l'opposant biélorusse Roman Protassevitch, lors du détournement du vol Ryanair 4978.

## Biographie

### Jeunesse
Sofia Andreïevna Sapega naît le 10 février 1998 à Vladivostok, en Extrême-Orient russe, d'Anna Douditch et Andreï Sapega. Une partie de sa famille vit en Biélorussie, mais son père réside en Thaïlande,.
Sofia Sapega étudie le droit international à l'Université européenne des humanités de Vilnius. L'étudiante y est bien considérée en raison de ses résultats scolaires et de sa réputation au sein de la communauté de l'établissement.

### Arrestation
Le 23 mai 2021, lors du détournement du vol Ryanair 4978, l'avion est forcé de se poser à Minsk, où Roman Protassevitch et Sofia Sapega, de retour de vacances en Grèce, sont arrêtés.
Immédiatement, sa famille fait part de la crainte que Sofia soit torturée. Trois jours après son arrestation, elle apparaît dans une vidéo où elle affirme être la rédactrice en chef de la chaîne Telegram Nexta, surnommée « le livre noir de la Biélorussie ». Ces propos sont unanimement jugés comme étant prononcés sous la contrainte,.
La mère de la jeune femme demande à Vladimir Poutine son intervention, la déclaration de Sofia pouvant lui valoir jusqu'à quinze années de prison.

### Condamnation

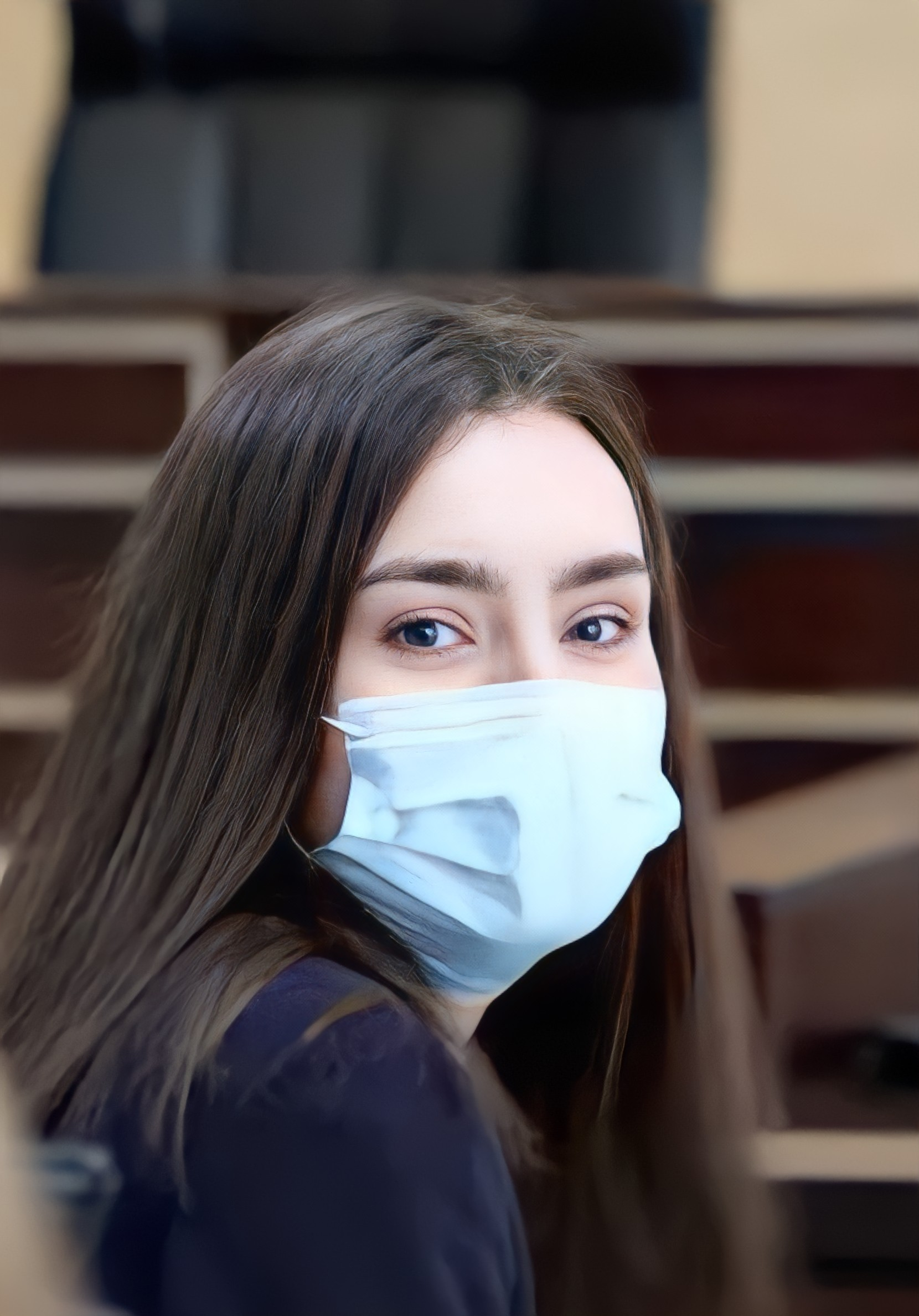
Sofia Sapega devant le tribunal de Grodno, le 6 mai 2022.

Le 6 mai 2022, lors d'un procès à huis clos dans la voblast de Hrodna, Sofia Sapega est condamnée à six ans de prison, déclarée coupable d'incitation à la haine sociale et de collecte illégale de données personnelles, cette collecte de données s'étant supposément effectuée aux dépens d'une personne dont l'identité n'a pas été révélée. Svetlana Tikhanovskaïa proteste contre la condamnation de la jeune femme. Des négociations avec la Russie ont lieu pour obtenir son transfert dans son pays natal le 12 avril 2023,. En outre, au titre des préjudices supposés qu'elle aurait commis, elle est condamnée à verser une réparation de 167 500 roubles. Incarcérée dans la colonie pénitentiaire de Homiel, elle est finalement graciée le 7 juin 2023, dans des circonstances qui demeurent floues.